# 1719

## Esdeveniments
Països Catalans
- 18 de juny, Hondarribia, Guipúscoa, el País Basc: els francesos, que havien ocupat la ciutat arran de la guerra posterior a la successió espanyola, alliberen el coronel català Josep Bellver, que les autoritats borbòniques hi mantenien empresonat des de després de la caiguda de Barcelona, el qual -després de passar per Gènova- s'exiliarà a l'Arxiducat d'Àustria.
- 26 de juliol, Reus, corregiment de Tarragona: Carrasclet i els seus hòmens intenten entrar a la ciutat.
- 22 d'agost, La Seu d'Urgell, inici del Setge de la Seu d'Urgell (1719).
- 31 d'agost, La Seu d'Urgell. Final del Setge de la Seu d'Urgell (1719) en el context de la Guerra de la Triple Aliança, que acaba amb una victòria francesa.
- 21 d'abril: Per tal de perseguir els reductes austriacistes actius a Catalunya i per reial ordre de Felip V d'Espanya es funda, sota la comandància de Pere Anton Veciana, el Cuerpo de Fusileros que més tard rebran el nom d'Esquadres de Catalunya germen històric del que seran els Mossos d'Esquadra.
- 17 de novembre: Fi del Setge de Roses (1719) després de l'abandonament de la flota francesa.

Resta del Món
- 23 de gener, Liechtenstein: l'emperador Carles VI instaura aquest país com a principat de l'Imperi fusionant les senyories de Vaduz i Schellenberg.
- 25 d'abril, Londres, Anglaterra: s'hi publica Robinson Crusoe (The Farther Adventures of Robinson Crusoe) de Daniel Defoe.
- 9 de novembre - Estocolm (Suècia): Frederic I de Suècia signa amb Hannover el Tractat d'Estocolm de 1718 que posa fi a la guerra entre els dos països a la Gran Guerra del Nord. En aquest Suècia cedeix el domini de Bremen-Verden.

## Naixements
Món
- 11 de juny - Düsseldorf: Francesc Carles de Velbrück, príncep-bisbe de Lieja
- 14 de novembre - Leopold Mozart, compositor alemany (m. 1787)

## Necrològiques
- 7 d'abril, Rouen (França): sant Jean-Baptiste de la Salle, sacerdot i pedagog, fundador dels Germans de les Escoles Cristianes (n. 1651).[1]
- 15 d'abril, Saint-Cyr-l'École: Madame de Maintenon, educadora, salonnière i, secretament, la darrera esposa del rei Lluís XIV de França (n. 1635).[2]
- 17 de juny,, Londres (Anglaterra). Joseph Addison, poeta, assagista i dramaturg anglès (n. 1672).[3]

- Pieter Bout, gravador i pintor barroc flamenc, especialitzat en la pintura de paisatges.
- Neuenfelde, Hamburg: Arp Schnitger, orguener